# Escudo de Bargas

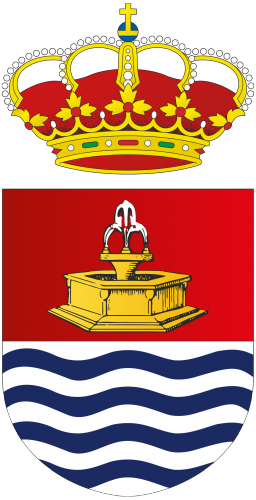
Escudo de Bargas

El escudo de Bargas es el símbolo más importante del municipio de Bargas en la provincia española de Toledo.

## Composición
En la fachada del Ayuntamiento se encuentra en cerámica el escudo de armas timbrado por corona real cerrada y campo partido:
1. De gules, una fuente de oro con chorros de plata.
2. De plata con cuatro ondas de azur.

## Historia
El escudo fue aprobado por el Consejo de Ministros de 30 de marzo de 1978. El cuartel superior hace referencia al paraje originario de la población que se denominó Val de olivas y en el que existía una fuente con pilar o abrevadero y que aún existe, pero en un estado ruinoso. El cuartel inferior hace mención a una de las ramas del linaje de Vargas al que este lugar perteneció, y que dio el nombre a la villa.